# Parc national du Pota tso
 (février 2015).
Si vous disposez d'ouvrages ou d'articles de référence ou si vous connaissez des sites web de qualité traitant du thème abordé ici, merci de compléter l'article en donnant les références utiles à sa vérifiabilité et en les liant à la section « Notes et références ».
Le parc national du Pota tso (chinois : 普达措国家公园 ; pinyin : Pǔdácuò guójiā gōngyuán) est un parc protégé situé dans  le Xian de Shangri-La, dans la province du Yunnan, en Chine. Inauguré en juillet 2007, il est le premier parc naturel national de Chine continentale à se conformer aux normes de l'Union internationale pour la conservation de la nature. Situé à 22 km de Shangri-La (anciennement Zhongdian en chinois et Gyalthang en tibétain), il s'étend sur environ 2 000 km2.

## À voir
Le parc abrite : 
- le lac Bita à 3 600 m ;
- le lac Shudu ;
- la montagne Rouge ;
- l'aire protégée des Trois fleuves parallèles au Yunnan ;
- les arbres à barbe ;
- des paysages forestiers et de steppe ;
- le village Luorong ;
- le point le plus haut du parc est à 4 159 m dans le Nord du Militang ;
- le point le plus bas du parc est à 3 200 m dans la George d'Or, à l'Est du lake Bita.
- le temple Pu Dacu Manjusri, temple bouddhiste et lieu sacré où Guanyin aurait été divinisé, constitué actuellement d'ovoo et Stūpa[1] ;
- des élevages de yaks (ils sont autorisés à y pâturer).

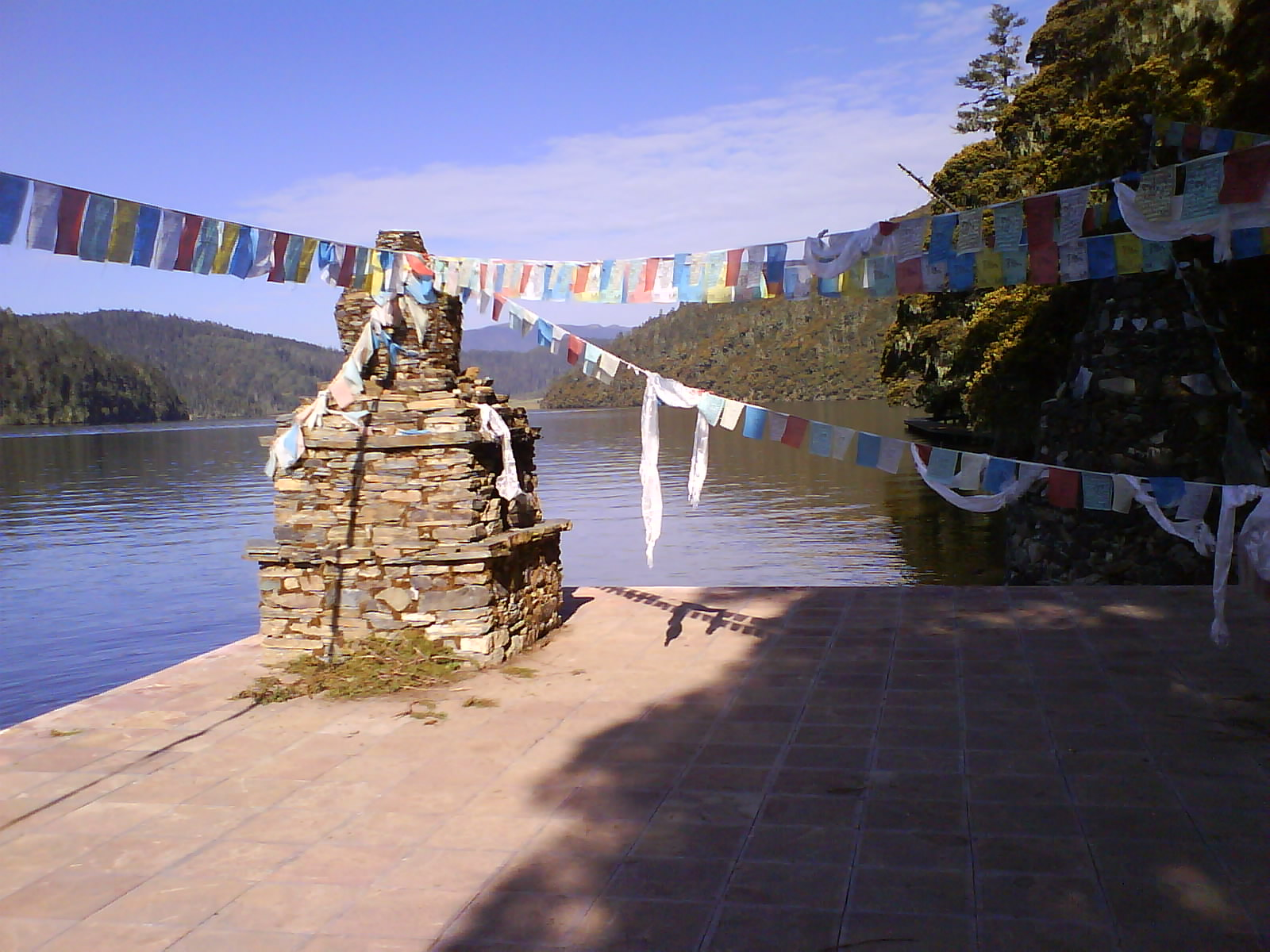
Chorten sur le lieu de l'ancien temple Pu Dacu Manjusri, au bord du lac Bita
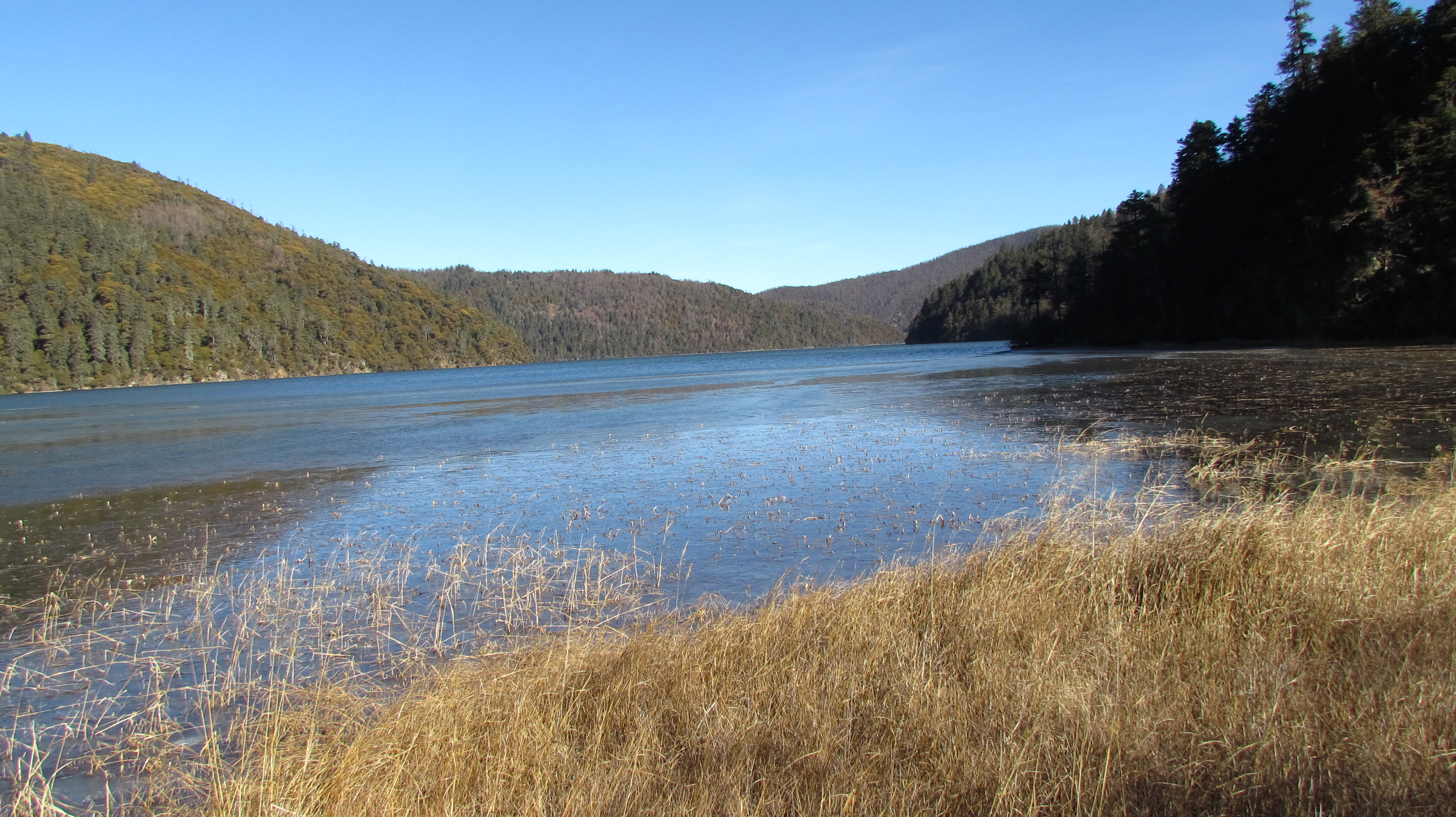
Le lac Bita vu du sud-ouest
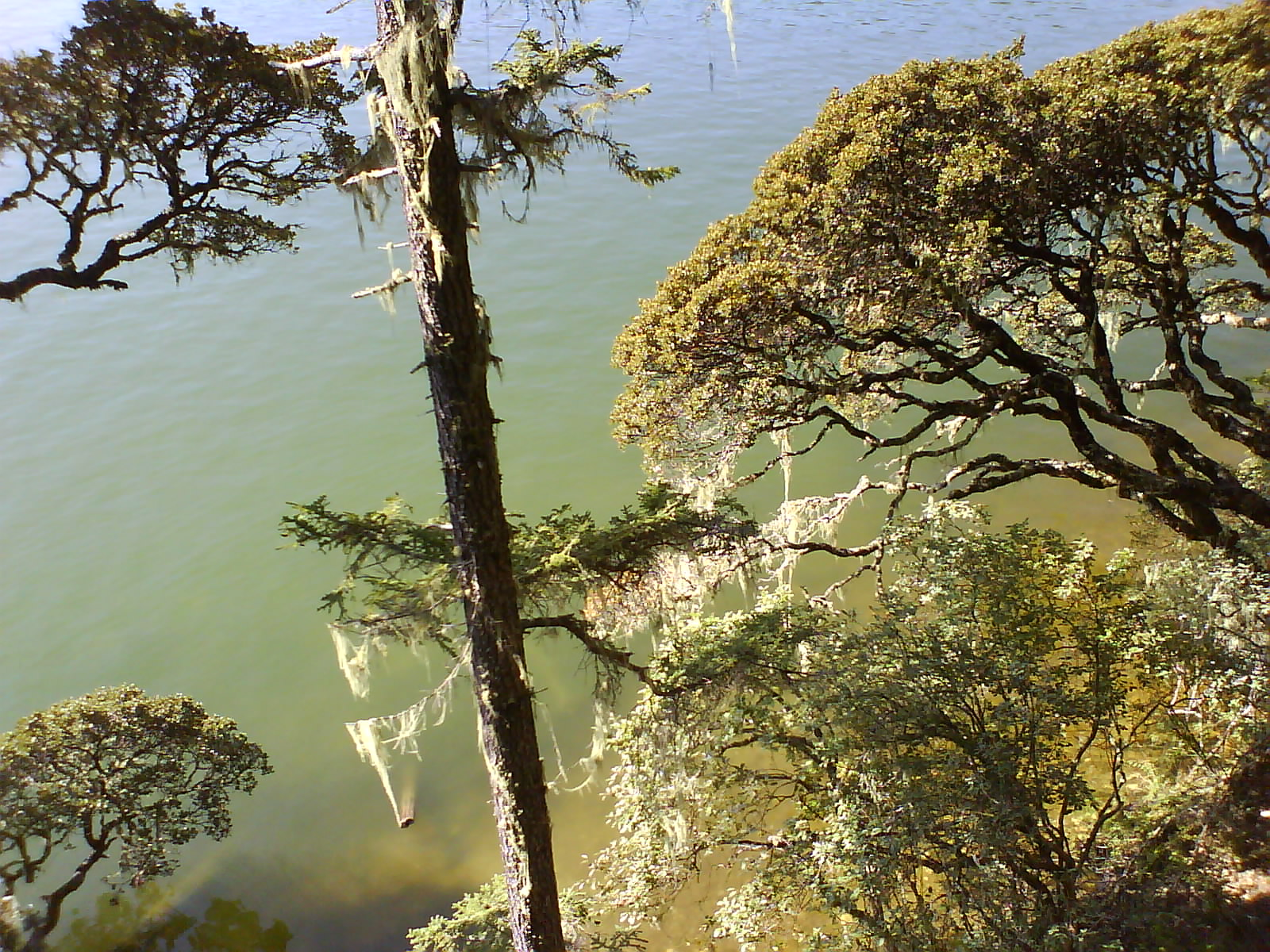
Arbres à barbe
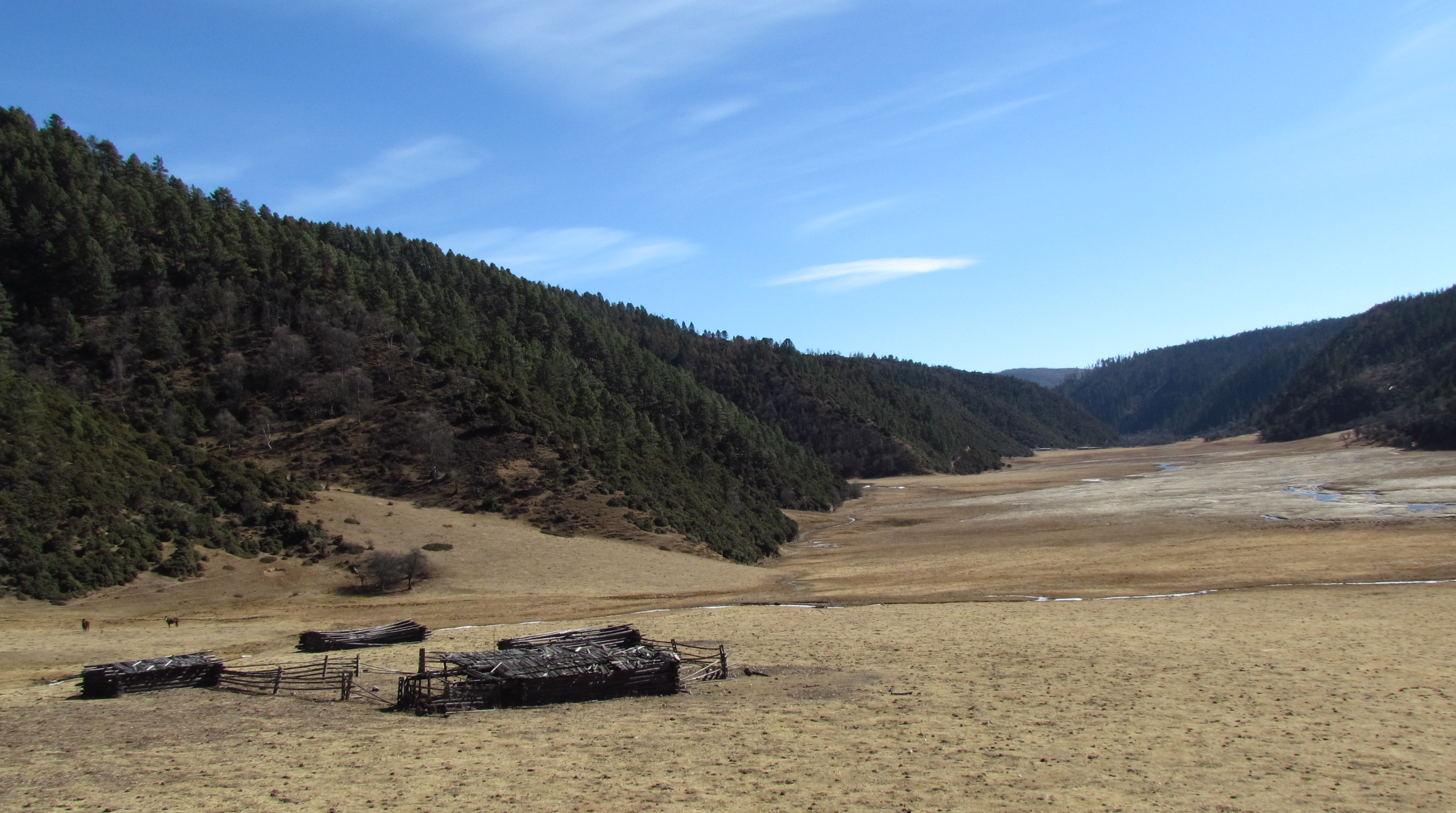
Vallée au sud du lac Bita

## Informations pratiques
En raison de la forte affluence durant les vacances chinoises, il est recommandé d'éviter ces périodes afin de réduire les files d'attente au guichet d'entrée et à l'embarcadère. Le prix d'entrée est de 250 yuan, plus 50 yuan pour le tour en bateau.
Seuls les éleveurs et les habitants de la région sont autorisés à visiter de manière indépendante le parc. Les touristes doivent obligatoirement prendre l'un des bus qui partent à intervalles réguliers depuis le guichet des tickets et aux arrêts officiels. Les infrastructures pour les touristes à l'intérieur du parc comprennent :
- des circuits touristiques surveillés ;
- des toilettes vertes tout le long du circuit officiel ;
- des fumoirs ainsi que des alertes aux risques d'incendie disposés le long du trajet (en raison du climat aride et des risques d'incendie, il est interdit de fumer en dehors de ces fumoirs)[4] ;
- des poubelles à tri sélectif ainsi que de fréquents passages d'agents de nettoyage chargés de récupérer les déchets de touristes non respectueux de l'environnement ;
- des panneaux solaires servant à alimenter certains éléments du parc ;
- des sentiers balisés ;
- des panneaux informatifs généralement trilingues tibétain-chinois-anglais[5],[4],[6], mais seulement chinois-anglais dans les bus (certains panneaux relatifs à la flore sont bilingues (chinois et anglais) ou en quatre langues (chinois, anglais, japonais et coréen))[7] ;
- un débarcadère avec la possibilité d'effectuer un tour en bateau.

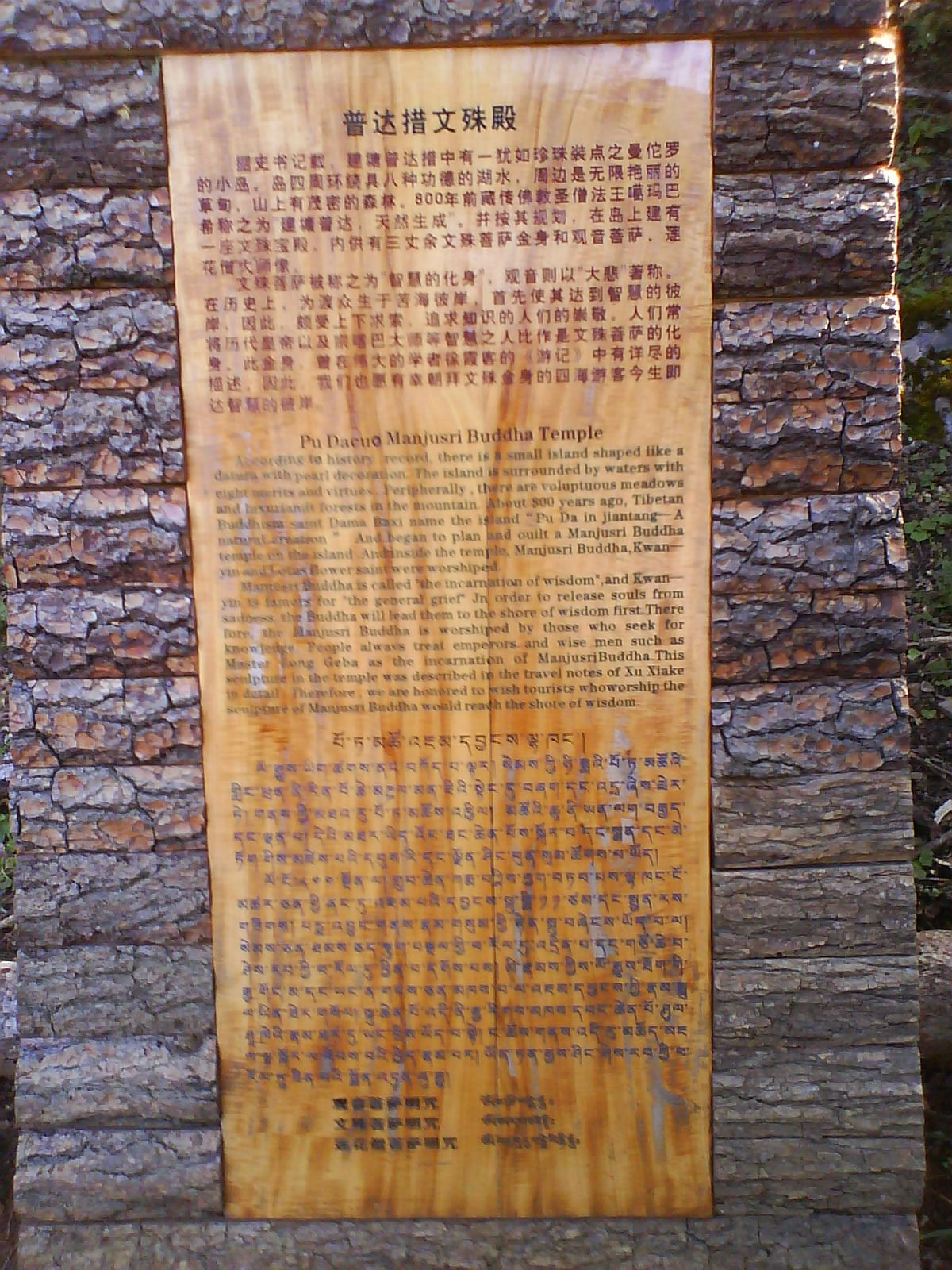
Description de l'emplacement de l'ancien temple dédié à Manjusri (trilingue)
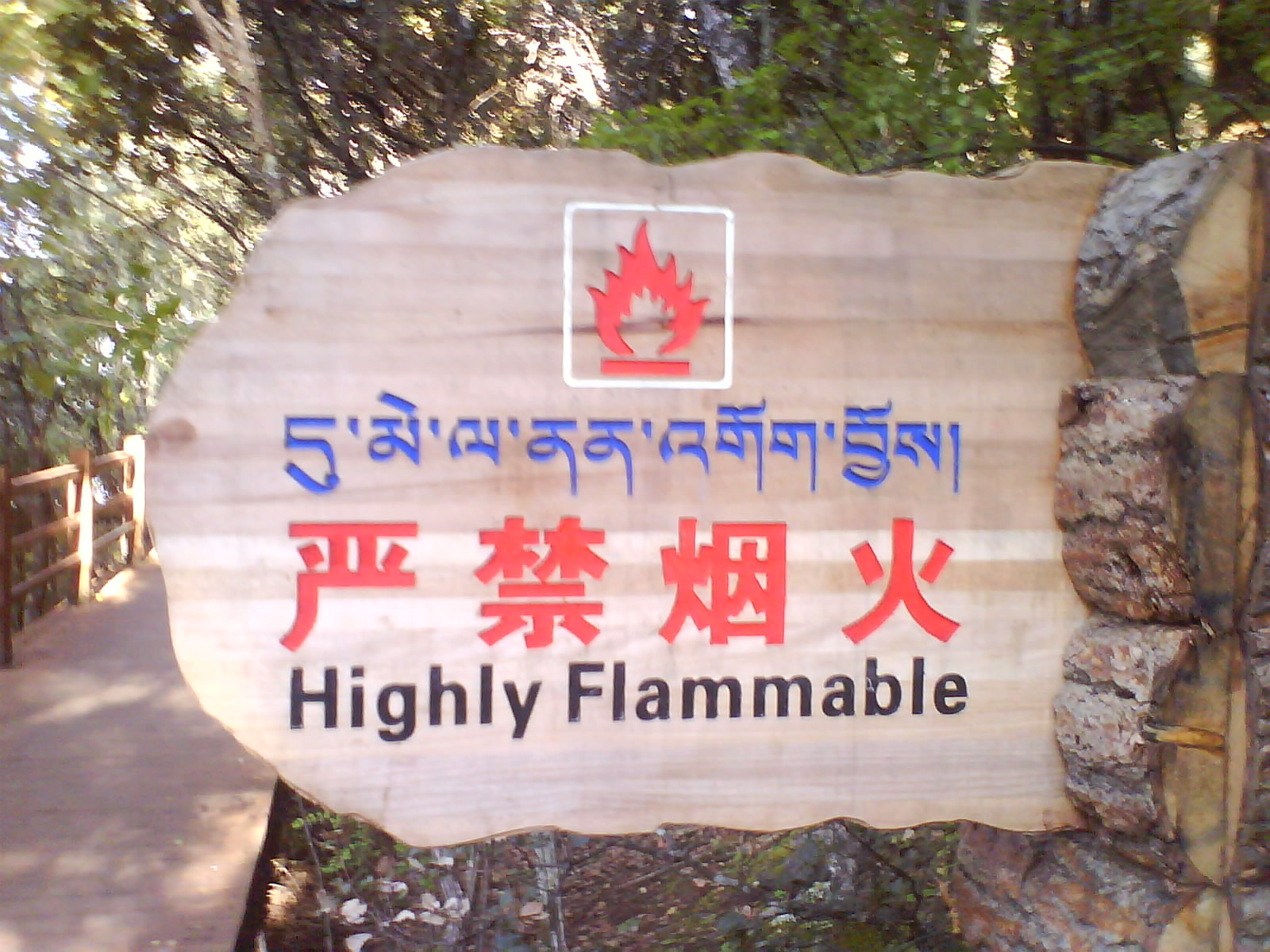
Prévention des incendies (trilingue)
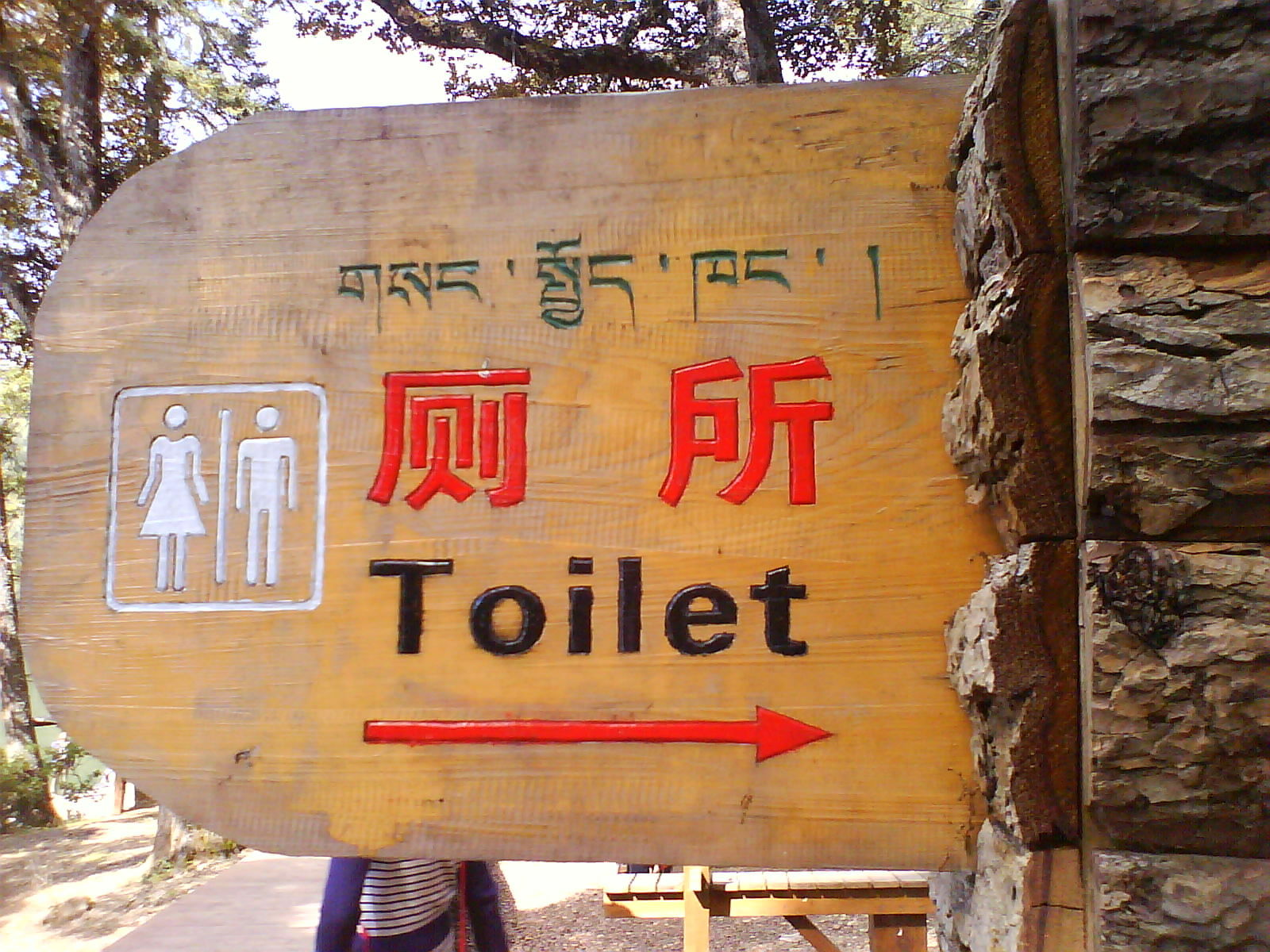
Indication de la direction des toilettes (trilingue)
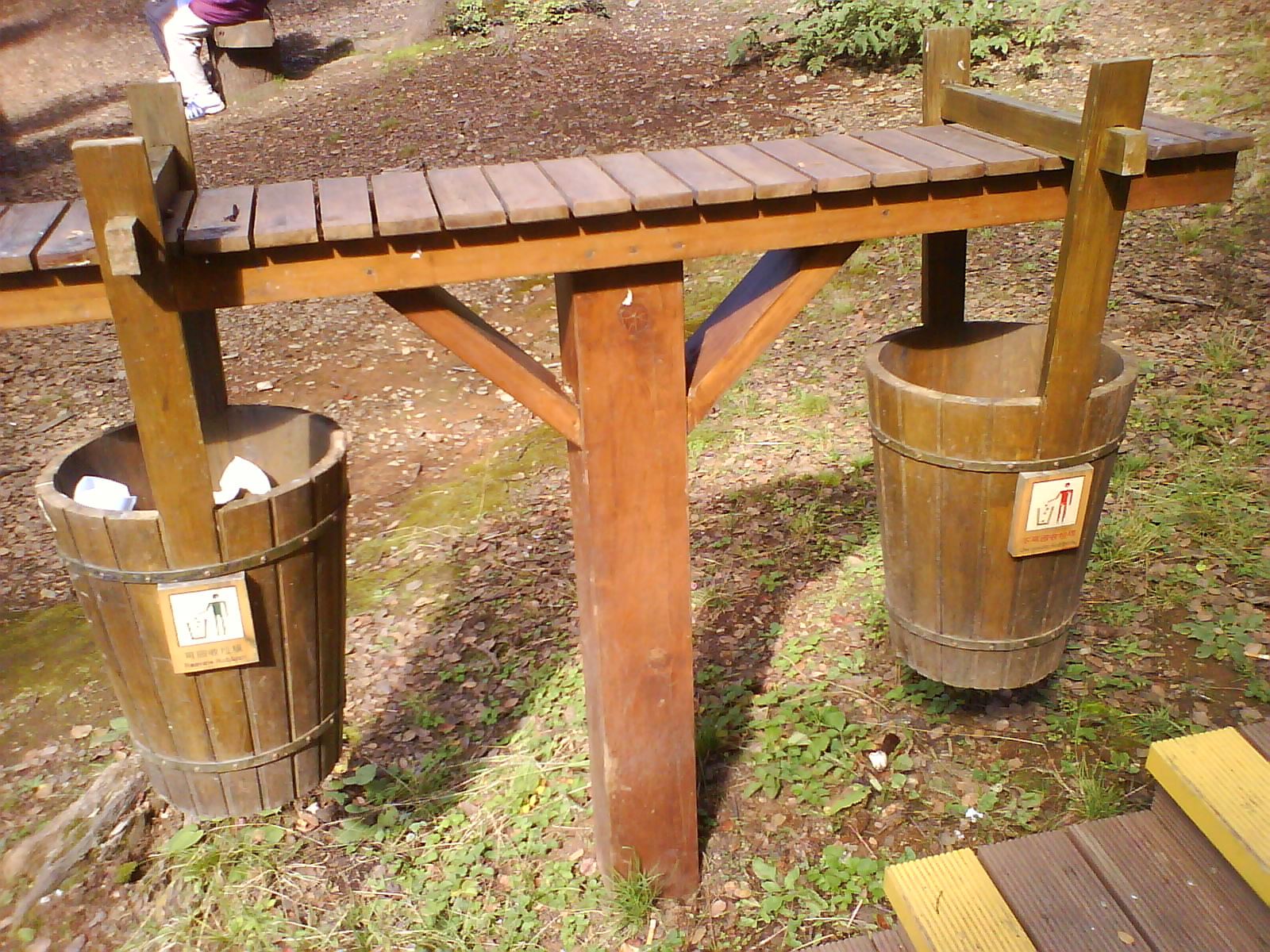
Poubelles à tri sélectif
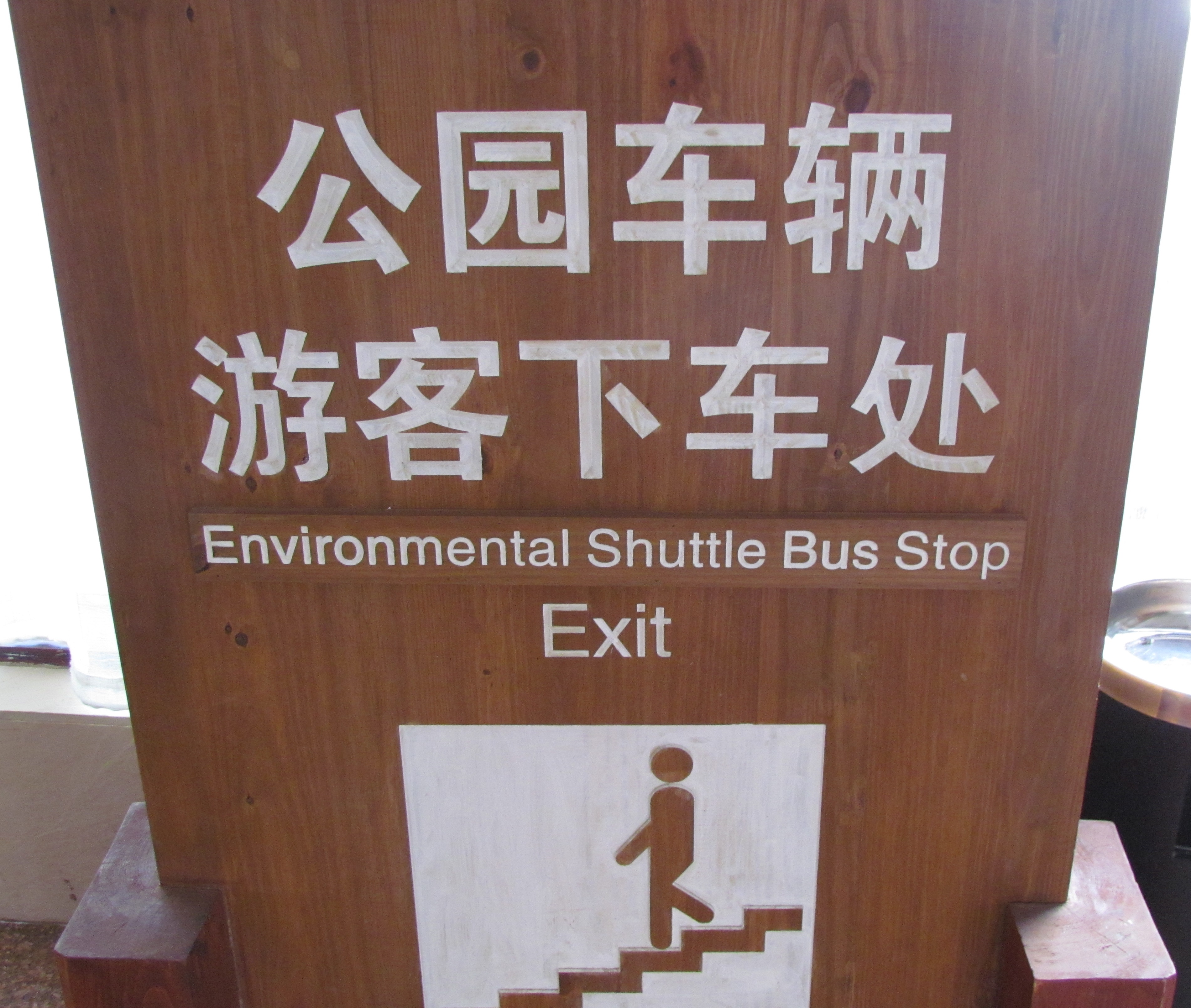
Signalisation du bus-navette touristique

## Information connexe
Un incendie d'origine inconnue, survenu dans le village de Luoji,  a partiellement consumé celui-ci en avril 2008.
Le récent développement touristique du xian de Shangri-La, où est situé le parc de Pota Tso, exerce une pression importante sur les ressources, la « consommation écologique » d'un visiteur en huit jours équivalant à celle d'un résident en 6 mois.